# Movimiento del Esperanto en Venezuela

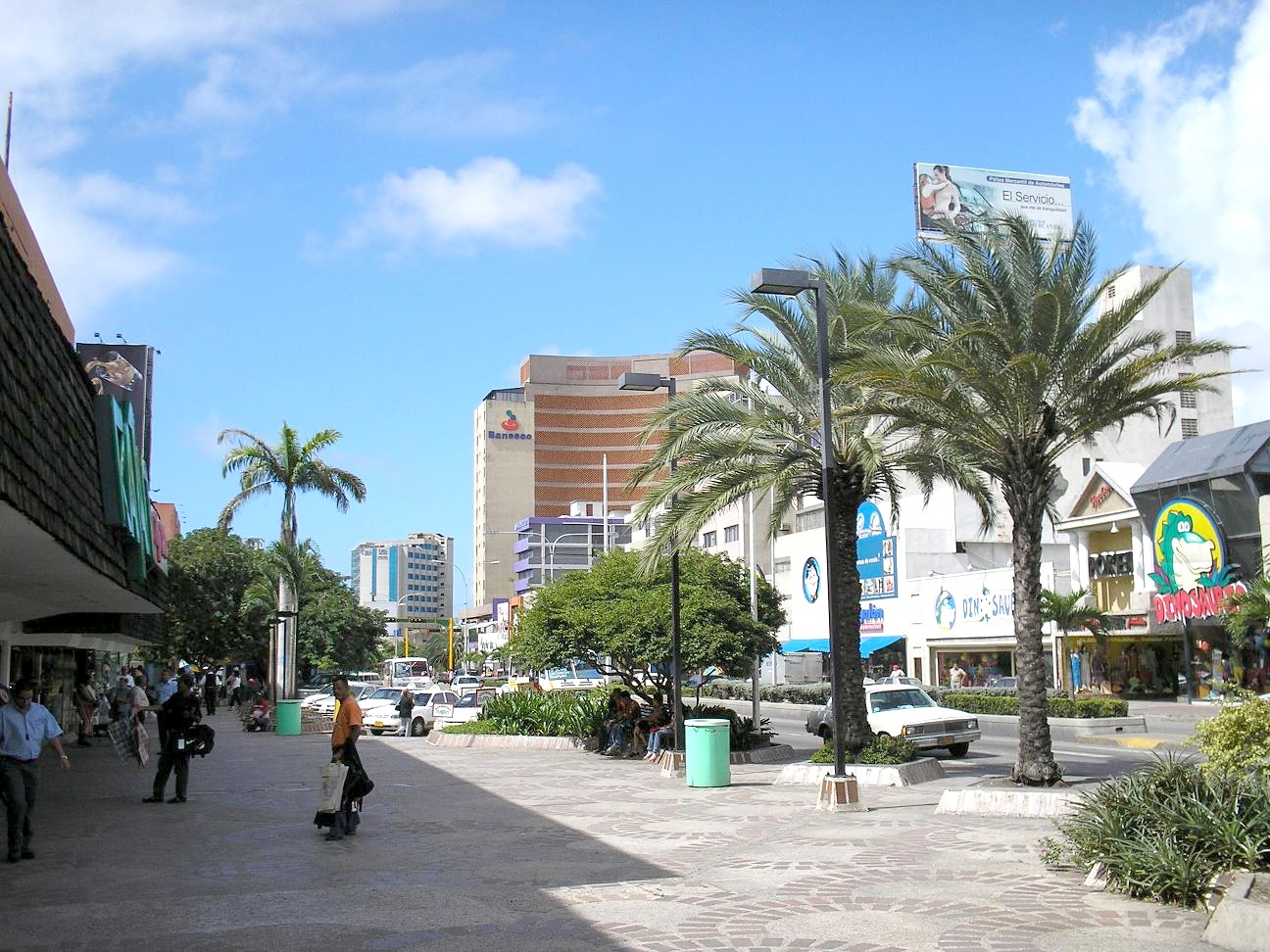
Porlamar

Según la Enciclopedia del Esperanto de 1934, un pionero del Movimiento del Esperanto en Venezuela fue George O. Messerl en la ciudad de Porlamar, donde en 1909 fundó el primer grupo nacional de Esperanto, que se denominó "Progreso".  En 1906 el periódico "El Dominical" de Caracas tenía un departamento de esperanto, dirigido por él.  En 1910 apareció en San Cristóbal el periódico "Luz Andina".
Por iniciativa de Benito Losada (en la literatura conocida como "Paco-Tillero") en 1912 se fundó la organización nacional Asociación Venezolana de Esperanto, que luego de unos años de funcionamiento dejó de funcionar, pero el 27 de noviembre de 1974 fue refundada.  Según las estadísticas de Dietterle, en 1928 los esperantistas estaban en tres ciudades, el delegado de la Asociación Universal de Esperanto del país en 1933 estaba en Caracas.
Durante las décadas de 1970 y 1980 participaron Octavo de Diego, Fernando de Diego, Manuel Nebra Val, Féliz García Blázquez, Juan Eduardo Bachrich, Lino Moulines, Antonio Lauro, Jorge y Esteban Mosonyi, Andres Turrisi y Agnes Waldman.  Durante ese tiempo también apareció su órgano oficial Estrella Venezolana.
Durante la década de 1980, el activista francés Floreal Gabalda y su esposa checa Liba Gabalda se unieron a los activistas nacionales, quienes junto a Rafael Mejias, Maritza Graziani, Alfredo Portillo, Raymonde y Brigitte Clarac agregaron una renovación al movimiento.
En la actualidad hay una cantidad de al menos 30 esperantistas venezolanos registrados en Esperantujo